# Monster (2003)
Monster is een film uit 2003 over het leven van de seriemoordenares Aileen Wuornos, een ex-prostituee die de doodstraf kreeg voor de moord op zeven mannen eind jaren tachtig, begin jaren negentig. Ze werd in 2002 geëxecuteerd. De hoofdrol (Aileen) werd gespeeld door de actrice Charlize Theron, en haar partner (Selby Walls) werd gespeeld door Christina Ricci. De film werd geschreven en geregisseerd door Patty Jenkins.

## Verhaallijn
De prostituee Aileen staat op het punt zichzelf van het leven te beroven als ze in een bar Selby ontmoet. Selby is op zoek naar iemand die met haar wil praten, en lijkt te vechten met haar homoseksualiteit. Aileen wil in eerste instantie niets weten van haar, maar accepteert het vriendschapsgebaar. Ze worden later ook seksuele partners. 
Selby vindt het geweldig dat Aileen zoveel aandacht voor haar heeft, en voor haar wil zorgen, alhoewel ze weet dat het psychisch niet goed gaat met Aileen. Aileen heeft op haar beurt de positieve aandacht nodig die Selby haar geeft om met haar leven verder te kunnen. De twee gaan samen in een motel wonen, en dromen over een huis bij de zee. De inkomsten komen uit de prostitutie. 
Aileen wordt verkracht en ziet zichzelf genoodzaakt haar aanvaller dood te schieten. Door haar verwondingen kan ze niet werken, en het wordt moeilijk de rekeningen te kunnen betalen. Ze gaat dan op zoek naar legaal werk, maar dit is moeilijk omdat ze geen kwalificaties heeft. Nu diep in de schuld, gespannen door de afwijzing tijdens haar sollicitaties en met een diepe haat voor de mannen die haar oppikken voor seks pleegt ze moord na moord en berooft ze haar slachtoffers. Een ervan blijkt een ex-politieagent te zijn, en ze weet dat het nu onmogelijk lang goed kan gaan (alhoewel ze daarna nog een aantal moorden pleegt). Een tekening van haarzelf en Selby verschijnt op het nieuws en in de krant, en de politie zit hen op de hielen. Ze vertelt Selby van haar moorden, en Selby neemt de bus naar huis.
Aileen gaat terug naar haar stamkroeg, alwaar ze door de politie wordt opgepikt voor prostitutie. In de tussentijd werkt Selby samen met de autoriteiten om Aileen achter tralies te krijgen voor de moorden, en wordt de hoofdgetuige in de rechtszaak. Aileen vraagt Selby zelfs om tegen haar te getuigen zodat Selby niet gestraft wordt. 
Aileen wordt schuldig verklaard, en krijgt drie keer de doodstraf.

## Prijzen
De film kreeg goede kritieken, met name voor de manier waarop Charlize Theron de onaantrekkelijke, psychisch gestoorde Aileen neerzette. Voor de rol is ze 15 kilo aangekomen en ze bereidde zich voor met behulp van een documentaire van Nick Broomfield uit 1992: Aileen Wuornos: The Selling of a Serial Killer.
Theron kreeg de Oscar voor Beste Actrice dat jaar, een Golden Globe en een Screen Actors Guild Award.